# Robert Deltheil
Pour les articles homonymes, voir Deltheil.
Robert Deltheil est un mathématicien français, né le 3 avril 1890 à Villefranche-de-Rouergue et mort le 16 juillet 1972 à Saint-Jean-de-Luz.

## Biographie
Après des études en classes préparatoires au lycée de Toulouse il est reçu premier au concours d'entrée de l'École normale supérieure puis premier en 1913 à l'agrégation de mathématiques. Après la grande guerre où il est blessé en 1915,  il soutient en 1920 sa thèse à Paris intitulée « Sur la théorie des probabilités géométriques » devant un jury comprenant Émile Borel, Paul Painlevé et Ernest Vessiot.
Dès 1919 il est maître de conférences à la Faculté des sciences de Toulouse. En 1921, il devient professeur titulaire de la chaire de mathématiques générales dans la même université. En 1930 il est élu doyen de la Faculté des sciences de Toulouse, poste où il succède à Paul Sabatier. En 1936 il est nommé recteur de l'Académie de Caen puis en 1937 recteur de l'Académie de Toulouse. Il reste à ce poste jusqu'en 1944 quand il est arrêté et déporté au camp de Neuengamme. À son retour il refuse un poste de recteur et redevient professeur à faculté de sciences de Toulouse. Il occupe jusqu'à sa retraite la chaire de Calcul différentiel et intégral.
En 1944, il était arrêté et déporté entre autres avec Mgr Bruno de Solage, recteur de l'Institut Catholique, et Mgr Pierre Marie Théas, évêque de Montauban. Alors que la déportation de ce dernier s’arrêtait à Compiègne, Deltheil et Solage partaient vers Neuengamme. Une forte amitié lia les deux hommes jusqu'au décès de Solage. Dans le camp Deltheil organisa des cours de Mathématiques, Solage des cours de théologie, l'un suivait le cours de l'autre. Solage prétendit que ces cours inspirèrent sa théologie.
Robert Deltheil a participé à l'écriture de deux ouvrages en collaboration avec Émile Borel, Probabilités, erreurs  et La géométrie et les imaginaires. Il a aussi écrit de nombreux ouvrages pédagogiques parmi lesquels un Cours de mathématiques générales.
Depuis 2002 un bâtiment de l'Université Toulouse III dont le nom initial était U4 porte le nom de Robert Deltheil. À proximité se trouve l'amphithéâtre Émile Borel.